# Ostraconotus
Ostraconotus is een geslacht van kreeftachtigen uit de klasse van de Malacostraca (hogere kreeftachtigen).

## Soort
- Ostraconotus spatulipes A. Milne-Edwards, 1880